# Stoupino
Stoupino (en russe : Ступино) est une ville de l'oblast de Moscou, en Russie, et le centre administratif du raïon de Stoupino. Sa population s'élevait à 66 414 habitants en 2014.

## Géographie
Stoupino est située sur le fleuve Oka, à 100 km au sud de Moscou.

## Histoire
Le village de Stoupino a été créé dans les années 1510. La construction d'une grande usine de locomotives électriques commença en 1932, mais elle fut transformée en usine métallurgique en 1936. En 1934, les villages de Stoupino, Kremitchanka et Elektrovozostroï fusionnèrent pour former la commune urbaine de Stoupino, qui accéda en 1938 au statut de ville. Durant la guerre froide, Stoupino était un centre de production d'armements et disposait d'une base aérienne militaire. La commune urbaine de Prioksk, ancienne ville fermée connue sous le nom de Stoupino-7, fait partie de Stoupino depuis 2004. 
Le principal monument de la ville est le monastère Belopessotski. 

## Population
Recensements (*) ou estimations de la population
| 1939*  | 1959*  | 1970*  | 1979*  | 1989*  |
| ------ | ------ | ------ | ------ | ------ |
| 18 980 | 45 295 | 59 340 | 69 999 | 74 476 |

| 2002*  | 2010*  | 2012   | 2013   | 2014   |
| ------ | ------ | ------ | ------ | ------ |
| 63 124 | 67 687 | 66 662 | 66 464 | 66 414 |

## Économie
La ville compte une importante usine métallurgique — construite en 1940 par l'américain United Engineering and Foundry et considérée à l'époque comme la plus importante du monde — qui travaille l'aluminium et le platine et qui était spécialisée dans la fabrication d'hélices pour l'aviation militaire. Elle est à l'origine de la forte croissance de l'agglomération. Les autres secteurs sont la chimie et la cartonnerie. Depuis 1995, la société de confiseries Mars Incorporated y a installé une usine de production.

## Transports
La ville dispose d'une base aérienne qui fait également office d'aéroport pour l'aviation générale (Code OACI : UUMI) située à cinq kilomètres à l'est avec une piste de 2 150 m. 
Les Championnats d'Europe de parachutisme et le premier salon aéronautique Hirondelles du printemps réservé aux aviatrices s'est tenue sur cette base en 2007.